# Maissemy
Maissemy es una comuna francesa situada en el departamento de Aisne, de la región de Alta Francia.

## Geografía
Está ubicada a 8 al noroeste de San Quintín.

## Demografía
| 212 | 213 | 203 | 174 | 157 | 194 | 225 | 245 |
| Para los censos de 1962 a 1999 la población legal corresponde a la población sin duplicidades (Fuente: INSEE [Consultar]) |     |     |     |     |     |     |     |